# Pont romà (Mèrida)
El pont romà de la ciutat espanyola de Mèrida (Extremadura, Espanya) és considerat el més llarg de l'antiguitat. En els temps de l'Imperi Romà l'obra s'elevava sobre el riu Guadiana al llarg de 62 arcs amb una longitud total de 755 m. Avui dia el pont té una longitud de 721 m (incloent les entrades 790 m) i descansa sobre seixanta arcs, dels quals tres estan ocults en les ribes. El pont forma part del conjunt arqueològic de Mèrida, un dels principals i més extensos conjunts arqueològics d'Espanya, que va ser declarat Patrimoni de la Humanitat en 1993 per la UNESCO.

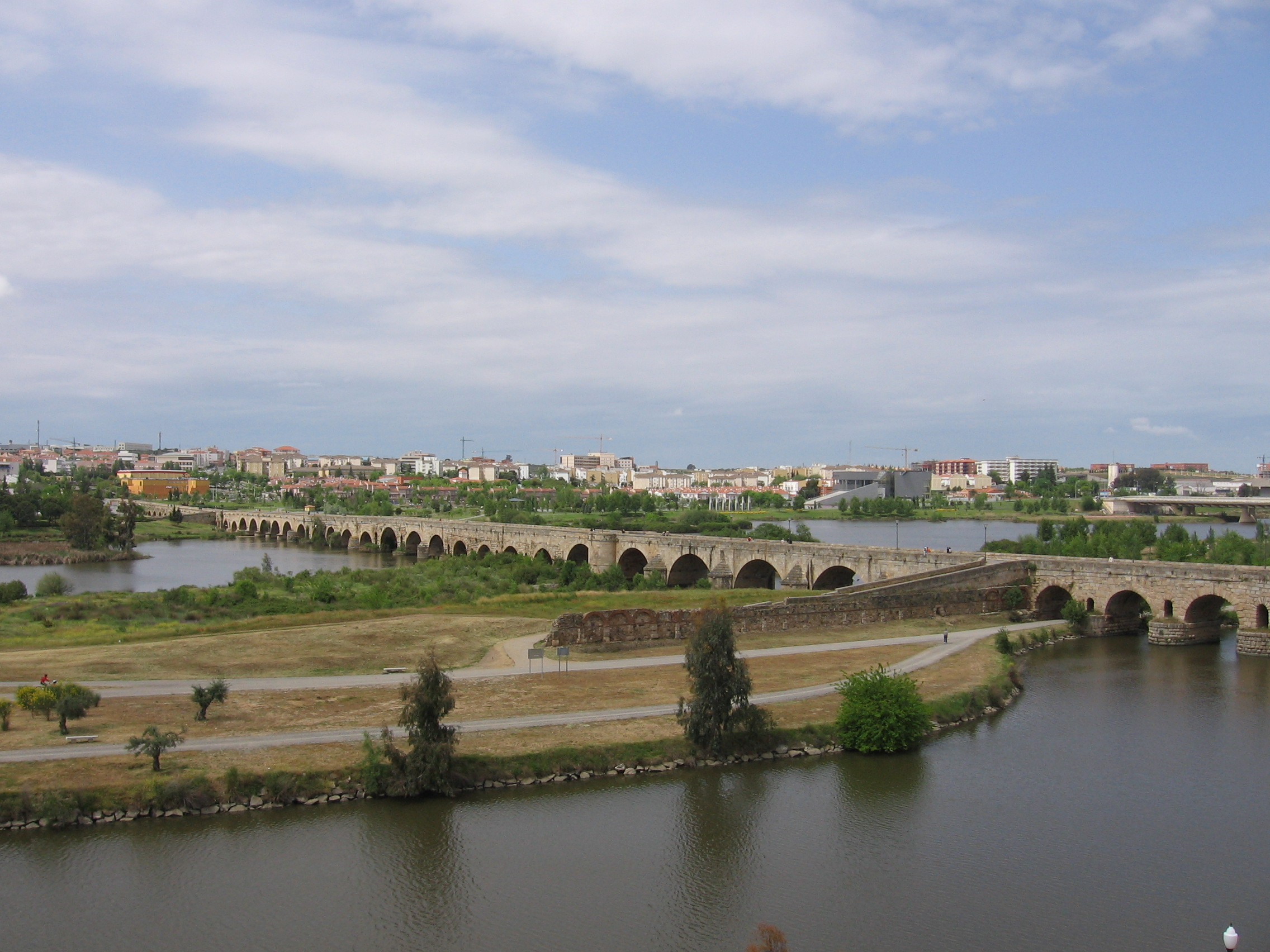
Vista general del pont

Des de la fundació de la colònia Augusta Emèrita en el 25 aC. la ciutat es va constituir com el centre més important de la xarxa de comunicacions de l'oest de la península Ibèrica, tant pel seu rang de capital de la província de Lusitània com per la facilitat de travessar el riu Guadiana que atorgava el seu enorme pont de pedra. Així, la important calçada de la via de la Plata que creuava Hispània de nord a sud per l'oest i els camins que es dirigien a Olissipo (Lisboa), Corduba, Toletum o Caesaraugusta (Saragossa) es trobaven a Mèrida i havien de travessar el seu pont.
El pont es va aixecar al mateix temps que es fundava la ciutat, en les últimes dècades del segle i aC. De l'obra primigènia es conserven les arqueries del principi i el final del pont, perquè la resta de la seva extensió ha estat reconstruïda en diverses ocasions per culpa de les destrosses efectuades pels conflictes bèl·lics i les grans crescudes del riu. La primera intervenció de la qual es té notícia es va realitzar en Hispània visigoda (entre els segles v i viii). El seu estat actual va quedar fixat per una restauració practicada al segle xix.

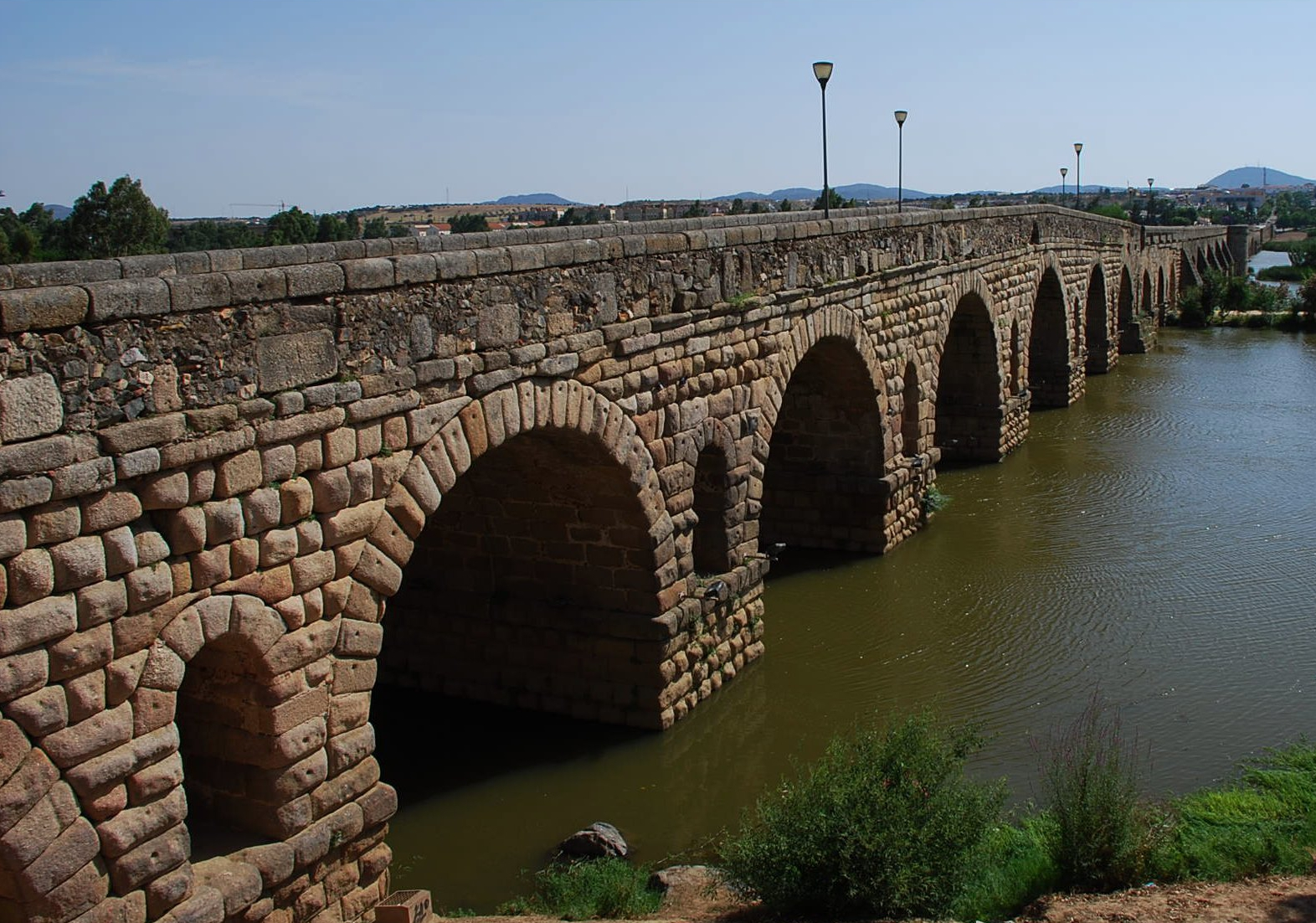
Vista del pont romà de Mèrida

El pont romà original tenia dos trams d'arqueries separades que s'unien amb un enorme tallamar que s'estenia aigües amunt per frenar la força del corrent. Aquest tallamar va resultar destruït per una gran riuada i va ser substituït al segle xvii per cinc nous arcs que van dotar d'unitat a tot el pont. Sobre les restes d'aquest tallamar es va construir una rampa de descens que encara avui està en ús. En aquest mateix segle es va crear un segon descendent, anomenat de Sant Antoni per la capella dedicada a aquest sant que existeix a la seva sortida. En aquesta important reconstrucció de l'edat moderna es van emprar carreus extrets del teatre romà de la ciutat.
El pont mesura en l'actualitat 792 m i té 12 m d'altura sobre el nivell mitjà de l'aigua. Està construït amb un nucli d'opus caementicium, el formigó romà, revestit de carreus encoixinats característics de l'arquitectura llatina. Consta de seixanta arcs i diversos alliviaders a les zones per on el riu discorre amb més força. Així mateix, els pilars originals disposen de petits tallamars arrodonits aigües amunt per alleujar l'embranzida del corrent. El pont va suportar el pas del tràfic rodat durant gairebé tota la seva història, però va passar a ser exclusivament per als vianants el 10 de desembre de 1991, dia en què es va inaugurar el pont Lusitània.